# Tomáš Číp

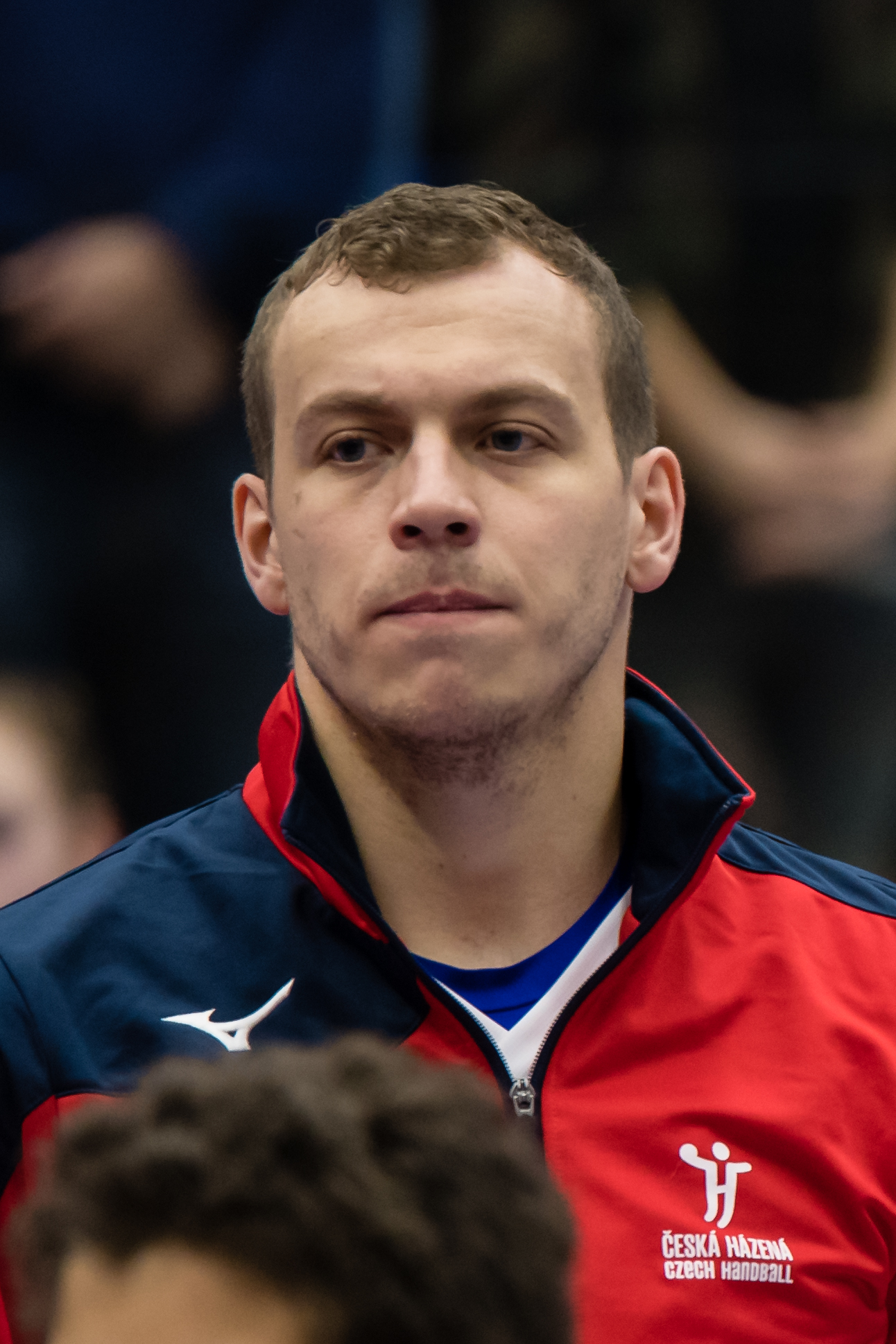

Tomáš Číp (* 5. Oktober 1989 in Zubří) ist ein tschechischer Handballspieler.
Der 1,89 Meter große und 95 Kilogramm schwere rechte Außenspieler stand anfangs bei HC Gumárny Zubří unter Vertrag. Mit Zubří spielte er im EHF-Pokal (2006/07, 2010/11) und im Europapokal der Pokalsieger (2007/08, 2008/09). Im Sommer 2011 wechselte er zum slowakischen Verein HT Tatran Prešov. Mit Tatran Prešov gewann er 2012, 2013, 2014, 2015, 2016, 2017, 2018 und 2019 die slowakische Meisterschaft sowie 2012, 2013, 2014, 2015, 2016, 2017 und 2018 den slowakischen Pokal. Seit der Saison 2019/20 läuft er für den rumänischen Erstligisten Minaur Baia Mare auf.
Tomáš Číp steht im Aufgebot der tschechischen Nationalmannschaft, so für die Handball-Europameisterschaft 2010. Er bestritt sein erstes Spiel für die A-Nationalmannschaft am 14. August 2009 gegen die slowenische Auswahl. Bislang bestritt Číp 87 Länderspiele, in denen er 205 Treffer erzielte.